# Карсон, Энн
Энн Ка́рсон (англ. Anne Carson, род. 21 июня 1950 года, Торонто) — канадская эллинист, писательница и поэтесса, эссеист, переводчик. Пишет на английском языке.

## Биография и творчество
Росла в небольших городах Канады, где служил в банках её отец. Училась в университете Торонто, где получила степени бакалавра и магистра по классике, защитила диссертацию по творчеству Сапфо. Она также занималась в Сент-Эндрюсском университете с К. Довером. Карсон — преподаватель классических языков и словесности в университетах Канады и США, переводчик Симонида, Сапфо, Эсхила, Софокла, Еврипида, Катулла. Она вводит в свои стихи классическую мифологию, соединяя Симонида с Целаном, Сапфо с Гертрудой Стайн, а Платона с Китсом.

## Признание
Творчество Карсон высоко оценили Харольд Блум и Сьюзен Зонтаг. Она — лауреат премии Пушкарта (1997), премий Гриффина и Элиота (обе — 2001), премии Пен-клуба за поэтический перевод (2010), удостоена Ордена Канады (2005), а также множества других литературных наград и отличий. Стихи и эссе Карсон переведены на французский, испанский, каталанский, итальянский, польский, русский языки.
По мотивам книги «Рассотворение» (англ. Decreation) о средневековой монахине-бегинке Маргарите Поретанской и Симоне Вейль поставлен одноименный балет Уильяма Форсайта (2007). На стихи Карсон из книги Men in the Off Hours создано мультимедиальное представление канадского композитора Линды Бушар Убийственный маленький мир (2009). Тексты Карсон также положил на музыку Мишель ван дер Аа.
Почётный доктор словесности Сент-Эндрюсского университета (2014).
- Премия принцессы Астурийской (2020)

## Произведения
Автор более 18 книг.
- Short Talks (1986)
- Eros the Bittersweet (1986, эссе)
- Goddesses And Wise Women (1992)
- Glass, Irony and God (1995)
- Plainwater: Essays and Poetry (1996)
- Autobiography of Red (1998, роман в стихах)
- The Mirror of Simple Souls (1999)
- Economy of the Unlost (1999, эссе)
- Men in the Off Hours (2000)
- The Beauty of the Husband: A Fictional Essay in 29 Tangos (2001)
- If not winter (2002, переводы из Сапфо)
- Decreation: Poetry, Essays, Opera (2005)
- Grief Lessons: Four Plays by Euripides (2006)
- Antigonick (2012)
- Red Doc (2013, продолжение романа в стихах Autobiography of Red) — Лауреат поэтической премии Гриффина(2014), шорт-лист премии Folio Prize(2014)[4]
- Iphigenia among the Taurians (перевод Ифигении в Тавриде Еврипида) (2014)
- The Albertine Workout (2014)
- Nay Rather (2014)
- Float (2016)
- Bakkhai (перевод Вакханок Еврипида) (2017)

## Переводы на русский язык
«Автобиография красного», издательство No kidding press, пер. Юлии Серебренниковой, 2021.
«Горько-сладкий Эрос», издательство Лёд, пер. Любови Сумм, Анны Логиновой, 2024.